# ミュージック・イズ・マイ・レーダー
「ミュージック・イズ・マイ・レーダー」（Music Is My Radar）は、2000年にリリースされた、イギリスのオルタナティヴ・ロックバンド、ブラーのシングル曲。

## 概要
2000年に発表されたブラー初のベスト・アルバム『ザ・ベスト・オブ』収録。全英10位を獲得。ベスト・アルバム発売に伴い当初、8分半の大曲、「ブラック・ブック」をシングルとして発表する予定だったが、心変わりして急きょ当曲がシングル化されることになった。
アフリカ音楽に影響されたビートとローファイなギターサウンドの融合が印象的なダンス・ソング。歌詞に、アフロビートの生みの親であるフェラ・クティとともに活動をしていた名ドラマー、トニー・アレンの名が登場するが、そのことが切っ掛けとなってデーモン・アルバーンとトニーの交流が始まり、2007年には共にバンド活動をしてアルバム、『ザ・グッド,ザ・バッド・アンド・ザ・クイーン』を発表する。2012年にもデーモンの新バンド、ロケット・ジュース・アンド・ザ・ムーンで共に活動して、アルバムを発表している。
シングル・ジャケットはグレアム・コクソンによって描かれたもの。2003年にグレアムがブラーを脱退する以前の、メンバー4人がそろっての最後のシングル曲。結局、2010年の「フールズ・デイ」までの10年間、フル・メンバーでのシングル曲は発表されなかった。

## トラックリスト
- CD1

1. Music Is My Radar (ラジオ・エディット) - 4分21秒
2. Black Book - 8分30秒
クリス・ポッターによるプロデュース。
3. Headist / Into Another (ライブ) - 3分45秒

- CD2

1. Music Is My Radar (ラジオ・エディット)
2. 7 Days (live)
3. She's So High (live)

- カセット・テープ

1. Music Is My Radar (ラジオ・エディット)
2. Black Book
3. She's So High (ライブ)

- 12インチ盤

1. Music Is My Radar (アルバム・バージョン) - 5分29秒
2. Black Book

- 日本、ヨーロッパ・エディションCD

1. Music Is My Radar (ラジオ・エディット)
2. Black Book
3. 7 Days (ライブ)
4. She's So High (ライブ)